# Radioåret 2001

## Händelser

### September
- 11 september - Under 11 september-attackerna i USA förstörs sändare på World Trade Center och sex tekniker dödas medan stationerna WKCR, WPAT-FM, WNYC-FM och WKTU tystnar, förutom alla nio större TV-stationer.[1][2]
- Hösten (norra halvklotet) - Sveriges Radio testar fem olika programkoncept i vardera en vecka. Sändningarna görs i digitalradion och på datanätet Internet. Utvärdering görs bland annat i så kallade fokusgrupper. Sveriges Radio P3 testar kanalen, P3 Star, som är riktad till ungdomar. P3 Star sänds i digitalradion och på Internet.

## Radioprogram

### Sveriges Radio
- 1-24 december - Årets julkalender är Allans och Martins julradioshow.[3]

## Avlidna
- 29 mars – Mona Krantz, 69, svensk radioprogramledare.

### Fotnoter
1. ↑  Tower Site of the Week - One World Trade Center - A Look Back Scott Fybush, fybush.com. 12-19 september 2001
2. ↑  NorthEast Radio Watch - 9/11 Plus One, A Special Report Scott Fybush, fybush.com. 10 september 2002
3. ↑  ”2001, Allans och Martins julradioshow”. Sveriges Radio. http://sverigesradio.se/barn/julkalendrar/2001.stm. Läst 31 augusti 2015.